# Ernst Klotz (Lyriker)
Ernst Klotz (* 4. Februar 1894 in Dresden; † 27. August 1970 in Holzolling bei Weyarn) war ein deutscher Autor, vornehmlich Lyriker.
Der Doktor der Philosophie war bis 1944 der letzte Hausdichter des Alten Simpl in München und zuvor als Verlagsbuchhändler tätig. Seine für den Vortrag geschriebenen Balladen, Grotesken und Moritaten erschienen auch in einer Anzahl Buchveröffentlichungen. Klotz gilt als einer der Urväter der Schwabinger Bohème und ist im Schwabinger Zusammenhang auch mehrfach Interpret für die Schallplatte gewesen. 1962 wurde ihm der Ehrenpreis des Schwabinger Kunstpreises zuerkannt.

## Werke (Auswahl)
- Das Welträtsel Mensch. Die Enthüllung der wirklichen Natur des Menschen und der Weg zu neuer anatomischer Erziehung für Alle. Verlag Richard A. Giesecke, Dresden 1922.
- Das gute Gewissen. Dramatische Szene. Höfling, München 1937.
- Die Badewanne. Schwabinger Moritaten. Illustriert von Eugen Croissant. Steuben-Verlag, Berlin 1940. - Neudruck: Steuben-Verlag, Berlin 1947. - Andere Ausgabe: Die Badewanne. Schwabinger Grotesken. Zeichnungen von Maria Saekel-Jelkmann. Graeber & Olzog, München 1956.
- Musik im Kleiderschrank. Schwabinger Grotesken. Mit Zeichnungen von Rolf Ege. Isar Verlag, München 1955.
- Die Wildsau. Schwabinger Poesien zum Lesen und Vorlesen. Mit Zeichnungen von Ernst Hürlimann. Süddeutscher Verlag, München 1962.